# بارك جونغ-أو
بارك جونغ-أو (هانغل: 박종오) هو لاعب كرة قدم كوري جنوبي، ولد في 12 أبريل 1991.

## وصلات خارجية
- بارك جونغ-أو على موقع دوري كوريا الجنوبية (الإنجليزية)
- بارك جونغ-أو على موقع قاعدة بيانات كرة القدم.إي يو (الإنجليزية)
- بارك جونغ-أو على موقع Soccerway.com (الإنجليزية)